# Matthieu Baumier
Matthieu Baumier (Parigi, 16 maggio 1968) è uno scrittore, saggista e romanziere francese, intellettuale cattolico ritenuto politicamente vicino alla sinistra.

## Pensiero e opere
Autore di numerose opere, fra saggi e romanzi, è anche direttore della rivista La sœur de l'ange ("La sorella dell'angelo"). La più nota delle sue opere è comunque l'Antitrattato di ateologia, un saggio teso allo smantellamento e alla confutazione del Trattato di ateologia di Michel Onfray. L'opera di Onfray ha infatti suscitato favori ma anche giudizi negativi, a causa di presunti pregiudizi ideologici e della scarsità di rigore che gli viene attribuita, ad esempio, oltre che da Baumier, anche da Irène Fernandez nel suo libro Dio con Spirito. Risposta a Michel Onfray.
Nel 2007 ha pubblicato un saggio scritto insieme al filosofo francese Pierre-André Taguieff su quella da essi definita la «stalinizzazione dello spirito» che avrebbe infettato la cultura francese, se non addirittura quella europea, mediante la progressiva formazione d'un pensiero unico, dominante e non discutibile pena una «purga» la cui violenza non si manifesta più nell'omicidio bensì nell'imbavagliamento mediatico o nella pubblica irrisione; bersagli di questo pensiero stalinizzato, che sarebbe un composto dell'ideologia laicista con quella multiculturalista, sono identificati da Baumier e da Taguieff nel cattolicesimo, in particolare nella persona del Papa, negli Stati Uniti, nello stato di Israele e in ogni forma di nazionalismo.

### L'Antitrattato di ateologia
L'opera maggiore di Baumier, l'Antitrattato, è divisa in diverse sezioni riguardanti rispettivamente le donne e il cristianesimo, il Genesi, la morte, la scienza, la persona del Cristo, i massacri e in generale la violenza umana, e infine il nazismo limitatamente alle accuse di Onfray sulle presunte relazioni fra quello e il Cristianesimo. Oltre ai dettagli specifici, Baumier argomenta che nonostante le intenzioni di Onfray siano quelle di opporre in modo obsoleto una visione materialistico-scientistica del mondo alla visione propriamente cristiana e più in generale monoteistica, tutto ciò che Onfray sarebbe riuscito a comporre è un'opera priva di scientificità, testualmente: «più che un'opera scientifica è un minestrone indigesto, oltre che empio, condito di pregiudizi e presunzione». Fra gli argomenti addotti per giustificare quest'affermazione Baumier porta, rifacendosi alle opere di storici fra cui Eric Voegelin, la negazione a suo dire farsesca che Onfray compie delle radici neopagane del nazismo e l'ancor più farsesco accostamento di quest'ultimo alle radici cristiane, proprio quando -continua Baumier- gli ideologi del nazismo (ad esempio Alfred Rosenberg) vedevano nel cristianesimo «l'erede del giudaismo» dal quale la Germania avrebbe dovuto «purificarsi»; avvalendosi invece delle recenti documentazioni di storici ebraici quali David G. Dalin (suo è il saggio La leggenda nera del Papa di Hitler) Baumier s'adopera poi a confutare le ormai pluridecennali accuse di filonazismo a papi quali Pio XI e Pio XII. Lo stile confutatorio utilizzato da Baumier sull'argomento del nazismo ricorre in ogni altra sezione dell'Antitrattato, intercalato da una satira pungente riguardo alle affermazioni più audaci di Onfray, oppure quelle da Baumier ritenute più malamente documentate, se non addirittura fondate solo nella fantasia dello stesso Onfray. In conclusione, il giudizio complessivo di Matthieu Baumier sul Trattato di ateologia e sul suo autore è drastico: 
(Matthieu Baumier, Antitrattato di ateologia)

## Opere
- Une matinée glaciale, Pétrelle, 1998
- Les parfaits et autres histoires, Rafael de Surtis, 1998
- La fête des cendres, Rafael de Surtis, 1999
- Souvenirs d'un oeil brisé, Rafael de Surtis, 1999
- De notoriété publique
- Une paroisse isolée, Encres Vagabondes/Le Bruit des autres, 2000
- Une histoire de soldat, Rafael de Surtis, 2000
- Les sourires de la faucheuse, Editinter, 2001
- Une anthologie de l'imaginaire, Rafael de Surtis, 2001
- L'épopée des fous, Le Grand Souffle, 2005
- Antitrattato di ateologia, Edizioni Lindau, 2006
- La stalinisation des esprits, Climats, 2007 (con Pierre-André Taguieff)